# Alley Oop (singolo)
Alley Oop è un singolo del rapper statunitense Yung Gravy, pubblicato il 13 dicembre 2018. Il singolo vede la partecipazione del rapper statunitense Lil Baby.

## Tracce
1. Alley Oop – 2:33